# Ednei
Ednei Ferreira de Oliveira, meglio noto come Ednei (Brasília de Minas, 30 novembre 1985), è un calciatore brasiliano, difensore svincolato.

## Carriera
Ha giocato nella massima serie dei campionati armeno e brasiliano.